# Focke-Wulf Ta 400
El Focke-Wulf Ta 400 fue un prototipo de bombardero de seis motores desarrollado en el III Reich en 1943 por el fabricante alemán Focke-Wulf, siendo un serio protagonista del proyecto Amerika Bomber. Fue uno de los primeros aviones en ser desarrollado a partir de componentes procedentes de varios países, y también uno de los más avanzados diseños de Focke-Wulf de la Segunda Guerra Mundial. Concebido como un bombardero de largo alcance y avión de reconocimiento por su diseñador, el alemán Kurt Tank. Una de las características más sorprendentes de esta aeronave son los seis motores radiales BMW 801D, a los que se le añadieron dos motores a reacción Jumo 004.

## Desarrollo
En respuesta a la petición, del 22 de enero de 1942, del Ministerio de Aviación alemán de un bombardero de seis motores y de largo alcance, el diseñador alemán Kurt Tank, de la empresa Focke-Wulf, diseñó una bombardero de estas características. Los trabajos de diseño empezaron en 1943 en Châtillon, Francia, al sureste de París, que en ese momento era una comunidad pequeña controlada por Alemania. En esta había cerca de 300 trabajadores de Focke-Wulf, todos franceses. Al igual que el B-29 Superfortress estadounidense, el Ta 400 hubiese tenido una cabina presurizada, además de la torreta de cola y algunas torretas controladas a control remoto. Otra característica era el diseño de tres ruedas del tren de aterrizaje. La tripulación estaría protegida por un pesado armamento defensivo, incluyendo diez cañones MG 151 de 20 mm. El Ta 400 era, esencialmente, un respaldo del diseño de Me 264, por si este último no funcionaba. Sin embargo, como el diseño requería más materiales y mano de obra que el Me 264, el Ministerio de Aviación convencido de que el desarrollo del Ta 400 era un desperdicio, el 15 de octubre de 1943 notificó a Focke-Wulf que el programa se cancelaba.

## Especificaciones técnicas
Referencia datos: 

### Características generales
- Tripulación: 6
- Carga: 60.000 kg
- Longitud: 29,4 m
- Envergadura: 42 m
- Altura: 6,5 m
- Peso cargado: 60.000 kg
- Planta motriz: 6× motores radiales BMW 801D.
  - Potencia: 1700 CV cada uno.

### Rendimiento
- Velocidad máxima operativa (Vno): 635 km/h
- Alcance: 9.000 km

### Armamento
- Armas de proyectiles: 10 × MG 151/20 en cinco torres gemelas
- Bombas: 10 000 kg

### Desarrollos relacionados
- Focke-Wulf Fw 200
- Focke-Wulf Fw 300

### Aeronaves similares
- Boeing B-29 Superfortress
- Junkers Ju 390
- Messerschmitt Me 264
- Nakajima G10N

### Secuencias de designación
- Sistema de designación aeronaves del RLM: ← Ju 390 · Fw 391 · Ar 396 · Ta 400 · Me 409 · Me 410 · Do 417 →

### Listas relacionadas
- Anexo:Proyectos y prototipos de aviones de la Luftwaffe durante la Segunda Guerra Mundial